# マリーア・テレーザ・ダズブルゴ＝テシェン
マリーア・テレーザ・ダズブルゴ＝テシェン（イタリア語: Maria Teresa Isabella d'Asburgo-Teschen, 1816年7月31日 - 1867年8月8日）は、オーストリア皇帝家の分家であるテシェン公爵家の公女で、両シチリア王フェルディナンド2世の2人目の王妃。
ドイツ語名はマリア・テレジア・フォン・エスターライヒ（Maria Theresia von Österreich）。

## 生涯
オーストリア皇帝フランツ1世の弟テシェン公カールと、その妻でナッサウ＝ヴァイルブルク侯フリードリヒ・ヴィルヘルムの娘であるヘンリエッテ・アレクサンドリーネの間の第1子、長女として生まれた。1829年に母が亡くなったため、少女時代から5人の弟妹たちの母親代わりとなった。1834年から1835年までは、プラハにあるテレジア会女子修道院の修道院長を務めた。
マリーア・テレーザの縁談には、フランス国王ルイ・フィリップから、長男フェルディナン・フィリップとの結婚を打診されたことがあったが、オーストリアとフランスとの縁組はマリー・アントワネットとマリー・ルイーズの前例があったため、ハプスブルク家は耳を傾けなかった。

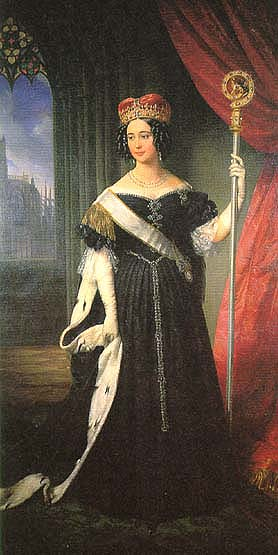
マリーア・テレーザ（ヨハン・エンデル画、1836年頃）

1837年1月27日、マリーア・テレーザは両シチリア王フェルディナンド2世と結婚した。フェルディナンド2世は早世した最初の妻マリーア・クリスティーナとの間に王太子フランチェスコ（フランチェスコ2世）をもうけていた。マリーア・テレーザは王妃としての風格や威厳には欠ける女性で、宮廷での社交生活を嫌って針仕事や自分の子供の世話にばかり関心を向けていた。夫および継息子の王太子フランチェスコとは仲が良く、王太子とは実の母子同然の絆で結ばれていた。
マリーア・テレーザは夫の助言者の役割を果たして国政にも関与し、公的な会議に出席できないときはドア越しに首脳たちの会話を盗み聞きした。彼女は夫の死後も、継息子フランチェスコ2世に対して政治的な影響力を及ぼした。王太后の絶対主義的な政治方針は国民の間に不満を募らせ、ブルボン＝シチリア家による南イタリア支配が転覆させられる要因の一つになったと考えられる。
千人隊によるシチリア遠征が起きると、マリーア・テレーザは子供たちと側近たちを連れ、フランチェスコ2世夫妻より一足先に国外へ避難した。王太后は最初はガエータに、その後ローマに逃れ、教皇ピウス9世の保護を受けてクイリナーレ宮殿に落ち着いた。フランチェスコ2世夫妻もガエータ要塞の陥落後に合流した。
1867年、ローマ郊外のアルバーノ・ラツィアーレでチフスにより亡くなった。

## 子女
夫フェルディナンド2世との間に12人の子女をもうけた。
- ルイジ（1838年 - 1886年） - トラーニ伯
- アルベルト（1839年 - 1844年） - カストロジョヴァンニ伯
- アルフォンソ（1841年 - 1934年） - カゼルタ伯、カラブリア公、両シチリア王家家長
- マリーア・アンヌンツィアータ（1843年 - 1871年） - 1862年、オーストリア大公カール・ルートヴィヒと結婚
- マリーア・インマコラータ（1844年 - 1899年） - 1861年、オーストリア＝トスカーナ大公カルロ・サルヴァトーレと結婚
- ガエターノ（1846年 - 1871年） - ジルジェンティ伯
- ジュゼッペ（1848年 - 1851年） - ルチェーラ伯
- マリーア・ピア（1849年 - 1882年）　1869年、パルマ＝ピアチェンツァ公ロベルト1世と結婚
- ヴィンチェンツォ（1851年 - 1854年） - メラッツォ伯
- パスクアーレ（1852年 - 1904年） - バーリ伯
- マリーア・ルイーザ（1855年 - 1874年） - 1873年、パルマ公子・バルディ伯エンリコと結婚
- ジェンナーロ（1857年 - 1867年） - カルタジローネ伯